# Остриц
Остриц (њем. Ostritz) град је у њемачкој савезној држави Саксонија. Једно је од 59 општинских средишта округа Герлиц. Према процјени из 2010. у граду је живјело 2.695 становника. Посједује регионалну шифру (AGS) 14626420.

## Географски и демографски подаци
Остриц се налази у савезној држави Саксонија у округу Герлиц. Град се налази на надморској висини од 207 метара. Површина општине износи 23,4 km². У самом граду је, према процјени из 2010. године, живјело 2.695 становника. Просјечна густина становништва износи 115 становника/km².

## Међународна сарадња
| Мјесто | Држава | Врста сарадње | Од    |
| ------ | ------ | ------------- | ----- |
|        | Пољска | контакт       | 2000. |
|        | Чешка  | контакт       | 2000. |
|        | Чешка  | пријатељство  | 1977. |
|        | Пољска | пријатељство  | 1964. |
| Извор  |        |               |       |